# Шемрі-сюр-Бар
Шемрі́-сюр-Бар (фр. Chémery-sur-Bar) — колишній муніципалітет у Франції, у регіоні Гранд-Ест, департамент Арденни. Населення — 431 осіб (2011).
Муніципалітет був розташований на відстані близько 210 км на північний схід від Парижа, 85 км на північний схід від Шалон-ан-Шампань, 22 км на південний схід від Шарлевіль-Мезьєра.

## Історія
До 2015 року муніципалітет перебував у складі регіону Шампань-Арденни. Від 1 січня 2016 року належав до нового об'єднаного регіону Гранд-Ест.
1 січня 2016 року Шемрі-сюр-Бар і Шеері було об'єднано в новий муніципалітет Шемрі-Шеері.

## Демографія
Динаміка населення (INSEE ):
Розподіл населення за віком та статтю (2006):
| Стать | Всього | До 15 років | 15-24 | 25-44 | 45-64 | 65-85 | Понад 85 |
| --- | ------ | ----------- | ----- | ----- | ----- | ----- | -------- |
| Чоловіки | 204    | 40          | 20    | 68    | 48    | 24    | 4        |
| Жінки | 240    | 68          | 12    | 56    | 48    | 48    | 8        |
| \| Статево-вікова піраміда \| Статево-вікова піраміда \| Статево-вікова піраміда \| \| ----------------------- \| ----------------------- \| ----------------------- \| \| Чоловіки \| Вік \| Жінки \| \| 4 \| 85 + \| 8 \| \| 0 \| 80-84 \| 0 \| \| 12 \| 75-79 \| 8 \| \| 8 \| 70-74 \| 32 \| \| 4 \| 65-69 \| 8 \| \| 4 \| 60-64 \| 4 \| \| 16 \| 55-59 \| 20 \| \| 24 \| 50-54 \| 4 \| \| 4 \| 45-49 \| 20 \| \| 12 \| 40-44 \| 8 \| \| 12 \| 35-39 \| 8 \| \| 28 \| 30-34 \| 24 \| \| 16 \| 25-29 \| 16 \| \| 12 \| 20-24 \| 8 \| \| 8 \| 15-20 \| 4 \| \| 4 \| 10-14 \| 20 \| \| 24 \| 5-9 \| 20 \| \| 12 \| 0-4 \| 28 \| |        |             |       |       |       |       |          |
| Статево-вікова піраміда |        |             |       |       |       |       |          |
| Чоловіки | Вік    | Жінки       |       |       |       |       |          |
| 4 | 85 +   | 8           |       |       |       |       |          |
| 0 | 80-84  | 0           |       |       |       |       |          |
| 12 | 75-79  | 8           |       |       |       |       |          |
| 8 | 70-74  | 32          |       |       |       |       |          |
| 4 | 65-69  | 8           |       |       |       |       |          |
| 4 | 60-64  | 4           |       |       |       |       |          |
| 16 | 55-59  | 20          |       |       |       |       |          |
| 24 | 50-54  | 4           |       |       |       |       |          |
| 4 | 45-49  | 20          |       |       |       |       |          |
| 12 | 40-44  | 8           |       |       |       |       |          |
| 12 | 35-39  | 8           |       |       |       |       |          |
| 28 | 30-34  | 24          |       |       |       |       |          |
| 16 | 25-29  | 16          |       |       |       |       |          |
| 12 | 20-24  | 8           |       |       |       |       |          |
| 8 | 15-20  | 4           |       |       |       |       |          |
| 4 | 10-14  | 20          |       |       |       |       |          |
| 24 | 5-9    | 20          |       |       |       |       |          |
| 12 | 0-4    | 28          |       |       |       |       |          |

## Економіка
2010 року серед 276 осіб працездатного віку (15—64 років) 195 були активними, 81 — неактивною (показник активності 70,7%, у 1999 році було 67,9%). З 195 активних мешканців працювало 180 осіб (111 чоловіків та 69 жінок), безробітними було 15 (5 чоловіків та 10 жінок). Серед 81 неактивної 15 осіб було учнями чи студентами, 37 — пенсіонерами, 29 були неактивними з інших причин.

У 2010 році у муніципалітеті числилось 182 оподатковані домогосподарства, у яких проживали 432,0 особи, медіана доходів виносила 16 853 євро на одного особоспоживача.